# Discobolus
Discobolus af Myron (også kendt som "Diskoskasteren") er en berømt romersk statue i marmor. Statuen er en kopi af en græsk original, som var lavet i bronze. Originalen er forsvundet.
Discobolus er 1,55 meter høj.
I forbindelse med OL i Athen 2004 kom en græsk 2 Euro mønt med Discobolus som motiv. 
Der er lavet en række kopier af statuen; bl.a. står der en i Botanisk Have og på Østerbro Stadion i København
- Wikimedia Commons har flere filer relateret til Discobolus

| Kunst | Spire Denne artikel om kunst er en spire som bør udbygges. Du er velkommen til at hjælpe Wikipedia ved at udvide den. |